# Candiria
Candiria ist eine US-amerikanische Crossover-Band aus New York City, New York, die 1992 gegründet wurde.

## Geschichte
Die Band wurde 1992 in Brooklyn gegründet und wurde nach dem brasilianischen Fisch Candirus benannt, der in die Harnröhre von Männern eindringen und sich mit Widerhaken festsetzen kann. Die Besetzung bestand aus dem Sänger Carley Coma, den Gitarristen Chris Puma und Eric Matthews, dem Bassisten Mike Holt und dem Schlagzeuger Kenneth Schalk. Nachdem das Demo Subliminal veröffentlicht worden war, das eine Auflage von 300 bis 400 Kopien  hatte, verließ Holt im frühen Sommer 1992 die Band. Nachdem zwei weitere Personen namens Eric und Jimmy diese Position kurzzeitig innehatten, verzichtete man auf einen weiteren Bassisten. 1995 erschien daraufhin die EP Deep in the Mental bei Devastating Soundworks. Im selben Jahr wurde das Debütalbum Surrealistic Madness veröffentlicht, von dem die beiden Singles Temple of Sickness und Elevate in Madness ausgekoppelt wurden. Das Album wurde mehrfach mit neuer Covergestaltung wiederveröffentlicht. Die dritte Wiederveröffentlichung enthält die Lieder Infected Wisdom und das instrumentale Observing Highways statt des Liedes Purity Condemned und waren Subliminal entnommen worden. 1997 schloss sich unter dem Namen Beyond Reasonable Doubt das nächste Album, auf dem Mark Scondotto von Shutdown in dem Lied Faction, Jorge Rosado von Merauder in Year One und Ryan Murphy von Cutthroat als Gastmusiker zu hören sind. Als neuer Bassist ist John „Be-Bop“ Malonti enthalten. Zudem steuerte die Band die Songs Pull, in dem auch Tom Sheehan vom Indecision zu hören ist, und Statistics für den Sampler New York's Hardest: Volume II bei. Auch zu dieser Zeit war die Gruppe noch ohne festen Bassisten. Kurze Zeit später verließ Puma die Band und wurde durch John LaMacchia ersetzt. Nachdem 1998 der Bassist Mike MacIvor die Besetzung vervollständigt hatte, erschien 1999 das nächste Album The Process of Self-Development, auf dem Jamey Jasta von Hatebreed, Paul Thorstenson von Dissolve, Phil Vazquez von Irate und erneut Jorge Rosado als Gastmusiker zu hören sind. Mit einem Absatz von rund 20.000 Einheiten verkaufte sich das Album besser als seine Vorgänger. Eine für das Jahr 2000 geplante Tour mit Madball und Shadows Fall musste abgesagt werden, da sich erstere Band auflöste. Im Mai 2001 schloss sich bei Century Media, wo Candiria Ende 2000 einen Plattenvertrag unterzeichnet hatte, das Album 300 Percent Density an, und war im August auf dem Beast Feast in Yokohama zu sehen. Im November ging es mit Biohazard und Clutch auf US-Tournee. Im Januar 2002 schloss sich eine Tour durch Großbritannien an, an der erneut Clutch sowie Raging Speedhorn beteiligt waren. Zur selben Zeit wurde die Single Without Water veröffentlicht. Zudem wurde das Titellied des letzten Albums zum Soundtrack von Die Mothman Prophezeiungen beigesteuert. Im Mai wurde Beyond Reasonable Doubt bei dem bandeigenen Label C.O.M.A. wiederveröffentlicht, wobei als Bonus eine zweite CD beigelegt war, die Lieder von Nebenprojekten der einzelnen Mitglieder enthält. Nachdem 2002 das nächste Album The C.O.M.A. Imprint beim bandeigenen Label Lakeshorte Entertainment veröffentlicht worden war, ging es im Juni mit 36 Crazyfists auf Tour durch Nordamerika. Auftritte mit 40 Below Summer mussten abgesagt werden, da die Band am 9. September auf dem Weg zu einem Auftritt in Cleveland mit einem Traktor-Anhänger außerhalb Buffalos verunfallte. John LaMacchia und Carley Coma wurden dabei ernsthaft verletzt. Für fast die nächsten zwei Jahre pausierte die Band, da die Mitglieder diese Zeit benötigten, um wieder zu genesen.
Im Juli 2004 wurden Auftritte in den USA zusammen mit Kittie, 36 Crazyfists und Twelve Tribes abgehalten, ehe sich im September und Oktober weitere mit Shadows Fall, All That Remains und Full Blown Chaos anschlossen. Am 9. November begann die We Salute You Tour an der auch Ill Niño, Flaw, 40 Below Summer und Drowning Pool teilnahmen. Anfang Dezember stießen Darren „DC11“ Carter und Steve Fakelman als neue Gitarristen hinzu. Die ersten Auftritte in neuer Besetzung folgten mit Nonpoint und Dry Kill Logic. Bis 2004 wurden weitere Konzerte mit American Head Charge, Bloodsimple und Otep gegeben. Im Februar 2004 unterzeichnete die Band einen Plattenvertrag bei Earache Records. Im April 2005 wurde berichtet, dass Candiria eine Summe von 29 Millionen US-Dollar für den Unfall vom September 2002 erhalten hatte. Die Ausmaße des Unfalls, in Form von Bildern des zerstörten Fahrzeugs, wurden auf dem Cover des Albums What Doesn't Kill You… dargestellt, das im Juli 2004 erschien. Der Tonträger war von David Bendeth produziert und bei seinem Label Type A Records veröffentlicht worden. Es setzten sich etwa 35.000 Kopien ab. Später im Jahr ging es auf Tour. LaMacchia hatte die Band im Dezember verlassen, während sich Matthews einer Rücken-OP unterziehen musste. Im nächsten Jahr wurden zudem Auftritte mit The Dillinger Escape Plan, Diecast und Nonpoint abgehalten. Während der Arbeiten zum nächsten Album gab Matthews sein endgültiges Ausscheiden bekannt, sodass zu Coma, MacIvor und Schalk der Gitarrist Eddie Ortiz stieß. Das nächste Album Kiss the Lie wurde von John LaMacchia und Carley Coma in den Jupiter 4 und Purple Light Studios aufgenommen und im August 2006 fertiggestellt. Die Veröffentlichung war für dasselbe Jahr geplant. Kenneth Schalk verließ die Besetzung nach der Fertigstellung. Die Veröffentlichung des Albums verzögerte sich jedoch bis in das Jahr 2008. Für Oktober 2016 ist die Veröffentlichung des Albums While They Were Sleeping bei Metal Blade Records geplant. Die Aufnahmen hatten im Spaceman Sound Studio in Brooklyn unter der Leitung von Tom Tierney und Alex Mead-Fox stattgefunden, während die Band die Produktion übernommen hatte. In ihrer Karriere konnte Candiria unter anderem auch zusammen mit Hatebreed, Gwar, The Misfits, Orange 9mm, Vision of Disorder, E-Town, Concrete, Skarhead, God Forbid, Machine Head, Cannibal Corpse, Sepultura, Earth Crisis, Neurosis, Isis und Pro-Pain auftreten.

## Stil
Laut rockdetector.com spielt die Band eine Mischung aus Thrash Metal, Hardcore Punk, Jazz-Tanz-Beats und Fusion. Jason Ankeny von Allmusic fand, dass die Band Elemente aus dem Grindcore, Funk, Hip-Hop und Jazz kombiniert. Martin Popoff schrieb in The Collector’s Guide of Heavy Metal Volume 3: The Nineties über Beyond Reasonable Doubt, dass hierauf eine Mischung auf Death Metal und Jazz zu hören ist. In den Liedern seien Parallelen zu King Crimson der 1990er Jahre und Meshuggah hörbar. Es werde Growling verwendet und es seien Einflüsse aus dem Hip-Hop und Punk vorhanden. The Process of Self-Development sei extremer als sein Vorgänger, wobei Einflüsse aus dem Acid Jazz, Extreme Metal, Hip-Hop und Progressive Metal hörbar. Popoff zog zudem einen Vergleich zu Fishbone und Puya. Im vierten Band seiner Buchreihe schrieb Popoff über 300 Percen Density, dass die Band hierauf geringfügig wie Slipknot, jedoch vielmehr wie Nonpoint, Glassjaw und Puya klingt. Auch seien erneut Einflüsse aus dem Jazz und Hip-Hop hörbar. Eine Band wie etwa Rage Against the Machine klinge überhaupt nicht so wie Candiria. David Perri rezensierte im selben Buch What Doesn't Kill You… und befand, dass das Album massentauglicher als der Vorgänger klingt. In den Liedern mache man jedoch immer noch von Polyrhythmik Gebrauch. Laut Christian Graf in seinem Nu Metal und Crossover Lexikon hat die Band ihre Wurzeln im Hardcore Punk. Sie spiele eine Mischung aus diesem Genre, Hip-Hop, Metal und Jazz und verarbeite Einflüsse von John Coltrane, Astrud Gilberto und Motörhead. Michael Edele von laut.de beschrieb die Musik auf 300 Percen Density als eine Mischung aus Nu Metal und Hardcore Punk mit gelegentlichen Jazz-Einflüssen.
Robert Müller vom Metal Hammer schrieb in seiner Rezension zu Surrealistic Madness, das hierauf eine Mischung aus Death Metal und Jazz enthalten ist, die sperrig, faszinierend und anstrengend sei. In einer späteren Ausgabe besprach Thorsten Zahn 300 Percent Density. Das Album bestehe aus „fiesen Strukturen, die sich aus unterirdischen Hardcore-Arrangements und nackenbrechenden Thrash Metal-Elementen zusammensetzen“, wobei die Band keinen großen Wert auf Melodien lege. Dabei bewege sich die Band zwischen Rorschach Test und Pink Floyd. Armin Weber vom selben Magazin schrieb in seiner Rezension zu What Doesn't Kill You…, dass das Album abwechslungsreich und zugleich eingängig sei. Die Gruppe spielen nun keinen jazzigen Hardcore Punk mehr, sondern es seien nun „klare Arrangements, prägnante, harmonische Riffs und mehrstimmiger Gesang“ wichtig.
Dominik Winter vom Ox-Fanzine beschrieb die Musik als eine Mischung aus Metal, Hardcore Punk, Hip-Hop, Jazz und Ambient. Im Interview mit ihm gab John LaMacchia an, dass Miles Davis ein großer Einfluss für alle Mitglieder ist. Weitere Einflüsse seien King Crimson, Tool, Radiohead, Godspeed You! Black Emperor, Rachel's, Matmos, Idaho, Seven Percent Solution, Mogwai, Isis, Neurosis, Nick Cave and the Bad Seeds, John Coltrane, Wayne Shorter, Weather Report, Frank Zappa, Pink Floyd und Yes. In einer späteren Ausgabe rezensierte Uwe Kubassa What Doesn't Kill You… und bezeichnete die Band dabei als „chaotische[n] Hiphop-Jazzcoreler“, da die Musik eine Mischung aus „frickeligen Hardcore und Jazzeinsprengseln“ sei, wobei „auch das obligatorische Gerappe“ nicht zu kurz komme. Gelegentlich setze man auch eingängige Melodien und Klargesang ein.

## Diskografie
- Subliminal (Demo, 1992, Eigenveröffentlichung)
- Deep in the Mental (EP, 1995, Devastating Soundworks)
- Surrealistic Madness (Album, 1995, Too Damn Hype Records)
- Beyond Reasonable Doubt (Album, 1997, Too Damn Hype Records)
- Mathematics (Single, 1999 Stillborn Records)
- The Process of Self-Development (Album, 1999, M.I.A. Records)
- 300 Percent Density (Album, 2001, Century Media)
- The C.O.M.A. Imprint (Album, 2002, Lakeshore Entertainment)
- What Doesn't Kill You… (Album, 2004, Type A Records)
- Kiss the Lie (Album, 2009, Rising Pulse Records)
- Toying with the Insanities Volume I (Album, 2009, Rising Pulse Records)
- Toying with the Insanities Volume II (Album, 2009, Rising Pulse Records)
- Toying with the Insanities Volume III (Album, 2010, Rising Pulse Records)
- The Invaders (Single, 2014, Rising Pulse Records)
- While They Were Sleeping (Album, 2016, Metal Blade Records)